# ونیونویل (تنسی)
ونیونویل (به انگلیسی: Unionville) شهری در ایالت کشور ایالات متحده آمریکا است که جمعیت آن در سرشماری سال ۲۰۱۰ میلادی، ۱٬۳۶۸ نفر بوده‌است.